# Heinrich Compenius le jeune
Pour les articles homonymes, voir Famille Compenius.

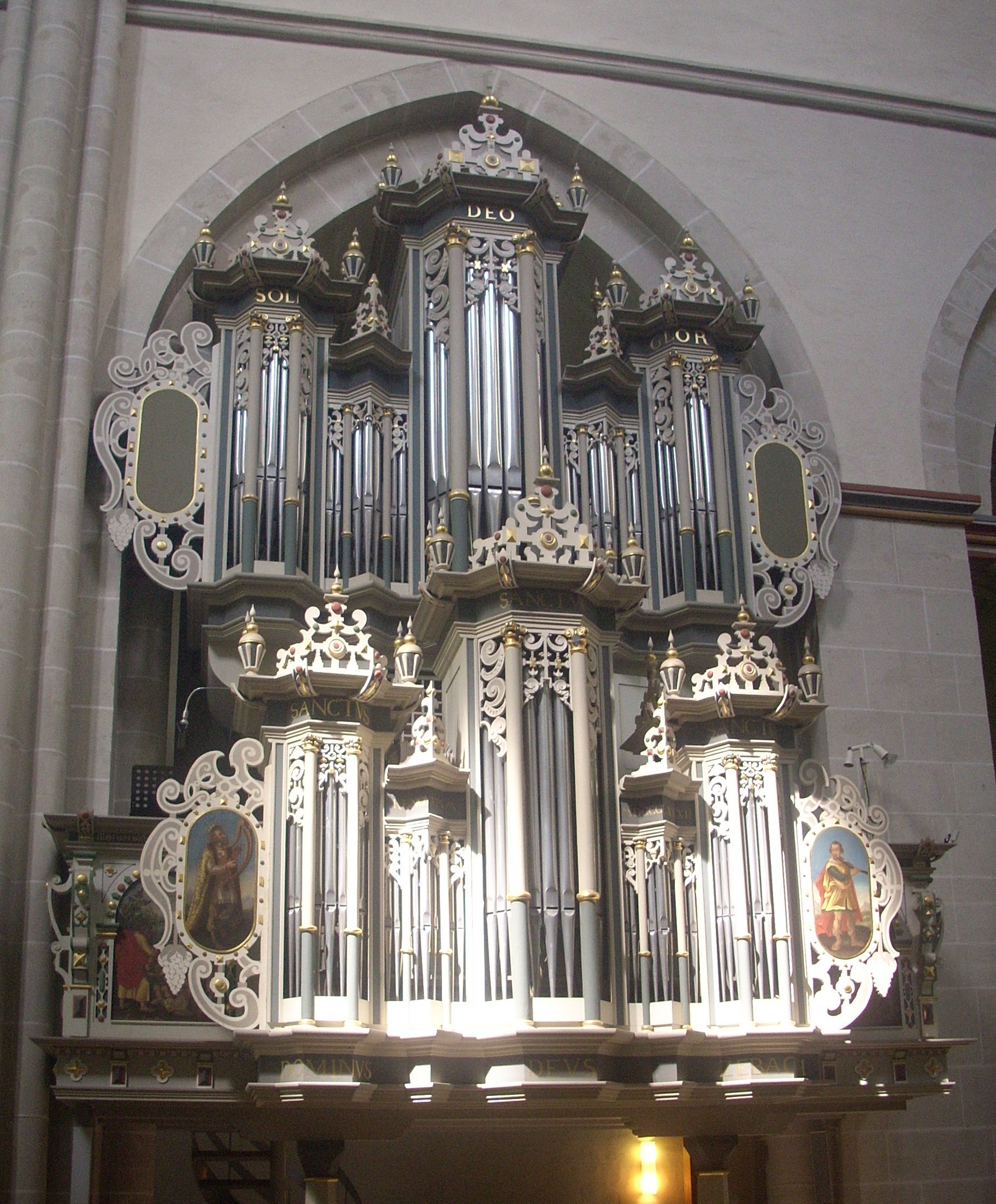
L'orgue de Riddagshausen

Heinrich Compenius le jeune (né vers 1565 à Eisleben et mort le 22 septembre 1631 à Halle) est un facteur d'orgue saxon.

## Biographie
Fils du facteur d'orgues Heinrich Compenius l'ancien, et frère de Esaias Compenius l'ancien, il est établi à Halle depuis 1597 après avoir séjourné quelque temps à Nordhausen. Il a quatre enfants qui sont également facteurs d'orgues, dont Johann Heinrich Compenius, Esaia Compenius le jeune et Ludwig Compenius.

## Réalisations remarquables
| Année | Lieu                                            | Église                                                   | Photo | Clavier | Registre | Remarques  |
| ----- | ----------------------------------------------- | -------------------------------------------------------- | ----- | ------- | -------- | ---------- |
| 1606  | Magdeburg                                       | Cathédrale de Magdebourg                                 |       |         |          |            |
| 1610  | Kloster Riddagshausen (de) près de Braunschweig |                                                          |       |         |          |            |
| 1612  | Südliche Innenstadt (Halle) (de) près de Halle  | St. Georgenkirche                                        |       |         |          |            |
| 1617  | Markranstädt                                    |                                                          |       |         |          |            |
| 1627  | Leipzig                                         | Paulinerkirche (Leipzig)                                 |       |         |          | Réparation |
| 1627  | Oschatz                                         | St.-Aegidien-Kirche (Oschatz) (de) Église Saint-Aegidien |       |         |          |            |
| 1630  | Leipzig                                         | Église Saint-Thomas de Leipzig, petit orgue              |       |         |          |            |